# Varicellazostervirus

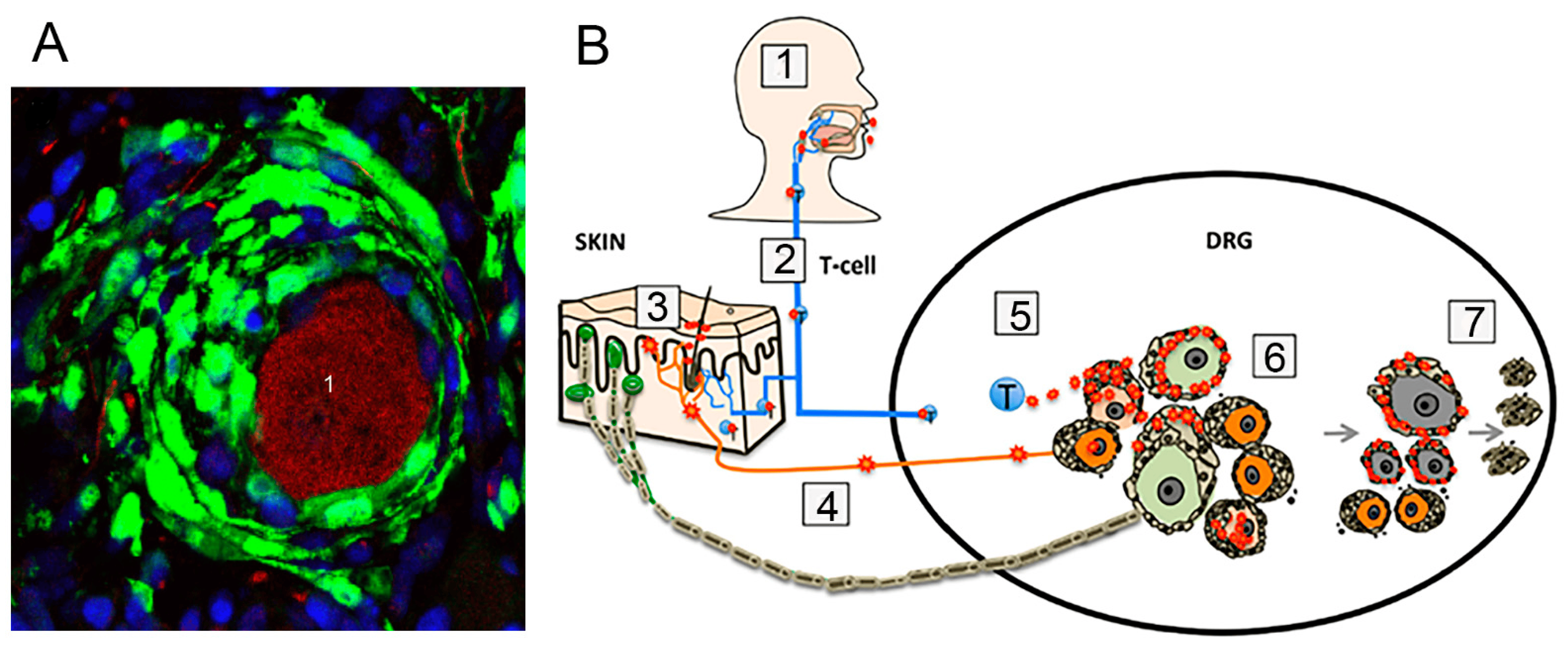
Satellietgliacellen (groen) met een zenuwcel (1) bij een varicellazostervirus infectie. DRG=ganglion spinale

Het varicella-zostervirus of VZV is een van de negen herpesvirussen, HHV-3 (humaan herpesvirus type 3), dat mensen infecteert. Het veroorzaakt bij kinderen vaak waterpokken en bij volwassenen gordelroos en postherpetische neuralgie, wat bij kinderen nauwelijks voorkomt. Het merendeel van de bevolking, ca 90%, blijkt bij bloedonderzoek antistoffen te hebben tegen varicella-zoster.
Het varicella-zostervirus heeft verschillende namen, waaronder: waterpokkenvirus, herpes zoster, varicellavirus, zostervirus, en humaan herpesvirus type 3 (HHV-3).

## Pathologie
Primaire VZV-infectie resulteert in waterpokken (varicella), wat zelden tot complicaties als hersen- of longontsteking leidt. Zelfs wanneer klinische symptomen van waterpokken zijn verdwenen, blijft het virus sluimerend aanwezig in het zenuwstelsel van de geïnfecteerde persoon, in de vijfde hersenzenuw (nervus trigeminus) en het ganglion spinale. In ongeveer 10-20% van de gevallen recidiveert VZV op latere leeftijd, wat de ziekte herpes zoster, ofwel gordelroos, veroorzaakt. Benoemenswaardige complicaties van gordelroos zijn postherpetische neuralgie, zoster multiplex, myelitis, herpes ophthalmicus of zoster sine herpete.

## Morfologie
VZV is nauw gerelateerd aan herpes-simplexvirussen HSV, doordat ze veel genoomhomologie delen. De bekende envelop-glycoproteïnes gB, gC, gE, gH, gI, gK, gL komen overeen met die van HSV, hoewel er geen vergelijkbaar eiwit is voor HSV gD. VZV is bovendien niet in staat om LAT (latency-associated transcripts) te produceren, dat een belangrijke rol speelt in het induceren van HSV als latente infectie. VZV-virionen hebben de vorm van regelmatige veelvlakken van 150-200 nm in diameter. VZV is evenals het humaan papillomavirus HPV een icosaëder, waarvan de lipidelaag het nucleocapside van 162 capsomeren bedekt. Het dubbelstrengig DNA is lineair van 125 kbp lang. Het capside is door een aantal losliggende eiwitten omgeven, dat bekendstaat als het tegument. Veel van deze eiwitten spelen een belangrijke rol in het initialiseren van virusreplicatie in de geïnfecteerde cel. Het tegument wordt op zijn beurt door een lipidelaag omgeven, die met glycoproteïnes is bezaaid. Die zijn op de buitenkant van het virion te zien.

## Behandeling
Het virus is zeer gevoelig voor ontsmettingsmiddelen, vooral voor natriumhypochloriet. Bij de mens kan het met aciclovir tegen waterpokken worden behandeld, met famciclovir, valaciclovir tegen gordelroos, met zoster-immuun globuline (ZIG) en ribavirine.

## Vaccinatie
Klinisch onderzoek in de Verenigde Staten heeft aangetoond dat het vaccin Varivax minstens 10 jaar tegen VZV effectief is in het voorkómen van waterpokken in gezonde personen.
De vaccinatie beschermt tegen de ontwikkeling van herpes zoster, doordat het vaccinvirus minder snel een reactivatie in de vorm van een herpes zoster geeft dan het wildtype virus. De incidentie van herpes zoster na vaccinatie bij gezonde kinderen in de Verenigde Staten is 18 per 100.000. Dat is minder dan de natuurlijke ontwikkeling, waarvan de incidentie 77 per 100.000 is. Het vaccin mag in Nederland niet bij zwangeren worden toegediend wanneer het de actieve immunisatie betreft waarbij het levend verzwakt virus wordt toegediend. Er zijn echter tot op heden geen negatieve effecten waargenomen bij zwangeren die ten onrechte een VZV-vaccin kregen.